# Summer of Love (canción de U2)
"Summer of Love" es una canción del grupo de rock irlandés U2, la sexta pista del álbum Songs of Experience.
Su idílico título, que hace referencia al Verano del Amor hippie de los años 60, nos introduce en realidad a una temática cruda aunque esperanzada, ya que trata sobre un hombre que decidió cuidar y mantener su jardín en Aleppo en mitad de la guerra de Siria. La canción fue creada a partir de la línea "I`ve been dreaming about the west coast" que U2 cogió de la canción West Coast de OneRepublic cuando durante una sesión de estudio Ryan Tedder  (líder del famosísimo grupo OneRepublic) les mostró dicha canción en la que estaba trabajando para su grupo, a Bono y The Edge les encantó esa línea y esa melodía y decidieron crear ellos también con la ayuda de Ryan su propia canción basada en la misma línea vocal.
Cuenta con la colaboración de Lady Gaga en los coros.

## Créditos
- Bono, letra, voz
- The Edge, guitarra, segunda voz
- Ryan Tedder, producción, letra
- Adam Clayton, bajo
- Larry Mullen Jr., batería, percusión
- Brent Kutzle, producción
- Lady Gaga, coros